# Второе Новгородское перемирие
Второе Новгородское перемирие — перемирие, заключённое 25 марта 1557 года в Новгороде и завершившее Русско-шведскую войну 1554—1557 годов. Являлось одним из самых продолжительных перемирий в истории русско-шведских войн (продлилось до 1590 года). Перемирие не привело к существенным сдвигам сил в геополитике Северной Европы.
Перемирие было заключено 25 марта 1557 года, хотя военные действия фактически завершились ещё в июле 1556 года. Инициатором перемирия выступила шведская сторона, которую представлял Густав I. Иван IV принял предложение, так как стремился перебросить российские силы на борьбу с Ливонским орденом в Прибалтике.
По договору были восстановлены границы, установленные еще при ореховском мире. Сохранился введённый по российской инициативе обычай дипломатических сношений со Швецией не напрямую, а через новгородского наместника, который воспринимался шведской стороной как унизительный и послужил поводом к началу войны. Перемирие продлилось более 42 лет, если не считать Ливонской войны, в которой шведская сторона принимала некоторое участие. Завершила его Русско-шведская война 1590—1595 годов.